# Themba Zwane
Themba Zwane (sinh ngày 3 tháng 8 năm 1989 ở Tembisa, Gauteng) là một cầu thủ bóng đá người Nam Phi thi đấu ở vị trí tiền vệ cho câu lạc bộ Premier Soccer League Mamelodi Sundowns và đội tuyển quốc gia Nam Phi.

## Sự nghiệp quốc tế

### Bàn thắng quốc tế
Tỉ số và kết quả liệt kê bàn thắng của Nam Phi trước.
| #  | Ngày                 | Địa điểm                                                 | Đối thủ              | Tỉ số | Kết quả | Giải đấu                 |
| -- | -------------------- | -------------------------------------------------------- | -------------------- | ----- | ------- | ------------------------ |
| 1. | 7 tháng 10 năm 2017  | Sân vận động FNB, Johannesburg, Nam Phi                  | Burkina Faso         | 2–0   | 3–1     | Vòng loại World Cup 2018 |
| 2  | 13 tháng 10 năm 2019 | Sân vận động Nelson Mandela Bay, Port Elizabeth, Nam Phi | Mali                 | 2–0   | 2–1     | Giao hữu                 |
| 3  | 16 tháng 10 năm 2020 | Sân vận động Nelson Mandela Bay, Port Elizabeth, Nam Phi | São Tomé và Príncipe | 1-1   | 4–2     | Vòng loại CAN 2021       |
| 4  | 16 tháng 10 năm 2020 | Sân vận động Nelson Mandela Bay, Port Elizabeth, Nam Phi | São Tomé và Príncipe | 2-3   | 4–2     | Vòng loại CAN 2021       |
| 5  | 24 tháng 9 năm 2022  | Sân vận động FNB, Johannesburg, Nam Phi                  | Sierra Leone         | 1–0   | 4–0     | Giao hữu                 |
| 6  | 24 tháng 9 năm 2022  | Sân vận động FNB, Johannesburg, Nam Phi                  | Sierra Leone         | 3–0   | 4–0     | Giao hữu                 |